# Абай (энциклопедия)
«Аба́й» (каз. Абай энциклопедиясы) — энциклопедия о жизни и творчестве Абая Кунанбаева, изданная в 1995 году.
Энциклопедия была подготовлена Абаевской научной редакцией (заведующий — Т. Б. Рсаев), главной редакцией «Қазақ энциклопедиясы».

## Описание издания
«Казахстан. Национальная энциклопедия» так характеризует эту энциклопедию:

В энциклопедии «Абай» проведён всесторонний анализ поэтических произведений, переводов, «Слов назидания» и историко-исследовательских статей Абая. Большое внимание уделено философским, социальным, религиозным, психологическим, педагогическим, экономическим, этическим, эстетическим взглядам и мировоззрению великого мыслителя. Широко представлены сведения об учителях и учениках, потомках Абая, географии родного края поэта. Приводится библиография изданных произведений поэта и научно-исследовательских трудов, посвящённых Абаю.

## Награды
Группе авторов и издателей энциклопедии (З. Ахметов, М. Мырзыхметов, Р. Сыздыкова, М. Кул-Мухаммед) в 1996 году была присуждена Государственная премия Республики Казахстан.